# Nicht so toll, Süßer
Nicht so toll, Süßer (Originaltitel: Carry On Regardless) ist der fünfte Film der Carry-On-Filmreihe.

## Inhalt
Sechs Menschen, die keine Arbeit finden, werden vom Arbeitsamt an die Arbeitsagentur Helfende Hände von Bert Handy vermittelt. Die Helfenden Hände übernehmen Arbeiten aller Art. Die sechs Neulinge müssen jetzt die seltsamsten Arbeiten machen. Doch mit viel Arbeitseifer und Einsatz werden alle Arbeiten – wenn auch oft auf unkonventionelle Art und Weise – ausgeführt.

## Bemerkungen
Zum ersten Mal arbeitete hier Regisseur Gerald Thomas mit seinem Bruder Ralph als Mitregisseur, was nur noch einmal – im folgenden Film Ist ja irre – der Schiffskoch ist seekrank passieren sollte. Da der Film keine einheitliche Handlung, sondern nur eine Rahmenhandlung hat, die die einzelnen sketchartigen Aufträge miteinander verbindet, ist hier eine Arbeitsteilung durchaus sinnvoll gewesen. Trotzdem wirkt der Film nicht durchweg einheitlich. Da der Film keine echte Handlung hat, ist es auch nur folgerichtig, dass der Titel im Original keine sinnvolle Aussage hat.
Der britische Kultkomiker Stanley Unwin hat hier seinen einzigen, aber trotzdem legendären Auftritt und gibt dabei einige Beispiele seines Markenzeichens, der nach ihm benannten und von ihm erdachten Kunstsprache Unwinese.

## Deutsche Fassung
Die deutsche Synchronbearbeitung entstand 1962.
| Rolle       | Darsteller     | Synchronsprecher   |
| ----------- | -------------- | ------------------ |
| Bert Handy  | Sidney James   | Günther Jerschke   |
| Sam Twist   | Kenneth Connor | Heinz Reincke      |
| Clubmanager | Sidney Tafler  | Friedrich Schütter |
| Helen Lloyd | Anne Firbank   | Renate Danz        |

## Kritiken
- „(…) dumm und peinlich.“ (Wertung: FLOP) – Adolf Heinzlmeier und Berndt Schulz in Lexikon „Filme im Fernsehen“(Erweiterte Neuausgabe). Rasch und Röhring, Hamburg 1990, ISBN 3-89136-392-3, S. 609